# Cantó de La Sala (Gard)

El cantó de La Sala és un cantó francès del departament del Gard, a la regió d'Occitània. Està inclòs al districte de Le Vigan, té 9 municipis i el cap cantonal és La Sala.

## Municipis
- Colonhac
- La Sala (chef-lieu)
- Monoblet
- Sent Bonet de Salendrenca
- Senta Crotz de Cadèrla
- Sent Feliç de Palhièira
- Sodòrgues
- Toiraç
- Vabres